# Pladen
Pladen is een bestuurslaag in het regentschap Kudus van de provincie Midden-Java, Indonesië. Pladen telt 5311 inwoners (volkstelling 2010).